# 马龙 (安德尔省)
马龙（法語：Mâron，法語發音：[maʁɔ̃] ⓘ）是法国安德尔省的一个市镇，位于该省中部偏东，属于沙托鲁区。

## 地理
马龙（46°48'25"N, 1°51'56"E）面积27.84 平方千米，位于法国中央-卢瓦尔河谷大区安德尔省，该省份为法国中部省份，北起卢瓦-谢尔省，西北接安德尔-卢瓦尔省，西南接维埃纳省，南至克勒兹省和上维埃纳省，东临谢尔省。
与马龙接壤的市镇（或旧市镇、城区）包括：昂布罗、阿尔当特、迪奥尔、埃特勒谢、圣福斯特、萨谢尔日圣日耳曼、武永。

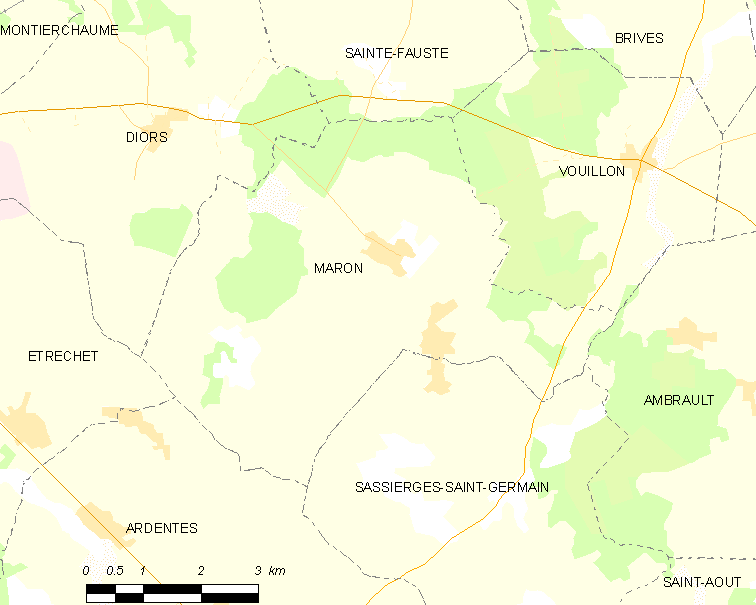
的OSM定位图

马龙的时区为UTC+01:00、UTC+02:00（夏令时）。

## 行政
马龙的邮政编码为36120，INSEE市镇编码为36112。

## 政治
马龙所属的省级选区为阿尔当特县。

## 人口

1962-2008年间人口变化图示

马龙于2022年1月1日时的人口数量为736人。